# Rainer Makatsch
Rainer Makatsch (né le 1er juillet 1946 à Leipzig) est un ancien joueur professionnel allemand de hockey sur glace.
Il est le père de l'actrice Heike Makatsch.

## Carrière
Rainer Makatsch passe son enfance à Francfort-sur-le-Main. À 11 ans, il arrive à Bad Nauheim et découvre le hockey avec les Rote Teufel qui deviennent sa première équipe. Il devient un grand gardien par l'entraînement de l'Américain Lawrence Palmer. Grâce à lui, il a une formation spécifique de gardien de but, qui n'existe pas à cette époque en Allemagne.
Transféré au Düsseldorfer EG, il devient champion d'Allemagne en 1972 et 1975. Il est de nouveau champion en 1979 avec les Kölner Haie. La saison suivante, il vient au DJK SB Rosenheim et met fin à sa carrière en 1981.
En équipe d'Allemagne, il participe au Championnat du monde de hockey sur glace 1970 et aux Jeux olympiques de 1972.

## Palmarès
- Champion d'Allemagne : 1972, 1975, 1979.